# Brodarski ugovor na vrijeme
Brodarski ugovor na vrijeme (eng. time charter) upotrebljava se onda kad naručitelj ima veće količine tereta, koje želi prevesti jednim brodom u više uzastopnih putovanja. Danas je naročito uobičajen kod prijevoza nafte i njezinih derivata, ili kod prijevoza velikih količina sirovina druge vrste. Svrha mu je da si naručitelj osigura potreban brodski prostor za određeni vremenski period s jedne strane, a s druge da se osigura protiv eventualnih kolebanja vozarine na tržištu brodskog prostora. Na ovaj način naručitelj osigurava stabilniju kalkulaciju cijena robe, jednolično i osigurano izvršavanje sklopljenih ugovora po preporuci ili nabavi većih količina robe. Kod ovakvih ugovora vozarina se plaća u pravilu mjesečno unaprijed, a zapovjednik broda dužan je izvršavati naloge naručitelja u granicama ugovora i prema namjeni broda. Međutim, naručitelj ne može odrediti putovanje koje bi izložilo brod ili posadu opasnosti, koja se u času zaključenja ugovora nije mogla predvidjeti, a isto tako ni putovanje za koje se ne može očekivati da će se završiti bez znatnijeg prekoračenja roka trajanja ugovora. Odgovornost brodara po ovom ugovoru posebno je modificirana, pa brodar ne odgovara naručitelju za obveze koje je preuzeo zapovjednik broda u izvršenju naloga dobivenih od naručitelja, kao ni za komercijalne pogreške zapovjednika i drugih članova posade. Ako se vrijeme ugovora prekorači za to se vrijeme mora platiti dvostruka vozarina, osim ako je za prekoračenje kriv brodar. Ovim ugovorom svojstva brodara se ne mijenjaju. Njegov namještenik i zakonski zastupnik ostaje zapovjednik koji je nositelj plovidbenog poduhvata. Naručitelj je ovlašten sklapati ugovore s trećim osobama. Posadu plaća i uzdržava brodar, dok obvezu opskrbljivanja broda pogonskim gorivim, mazivom, vodom za kotlove, plaćanja lučke i plovidbene naknade preuzima naručitelj.